# 托马什·耶赫
托马什·耶赫（捷克語：Tomáš Jech，發音：[ˈtomaːʃ ˈjɛx]，1944年1月29日—），捷克数学家，专注研究集合论，於賓州州立大學任教超過25年。

## 生平
在查理大学受教育，指導老師為彼得·沃彭卡。自2000年起他成為捷克科学院數學部的成員。

## 研究
除了集合論外，耶赫的研究也涉及了數理邏輯、抽象代數、數學分析、拓樸學及測度論。
耶赫與卡雷爾·普里克里（Karel Prikry）一起是最早給出蘇斯林線存在性相容證明的人；此外他曾構造出一些選擇公理在其中不成立的模型，其中一個例子是{\displaystyle \omega _{1}}可測模型。而耶赫-丘嫩树的概念即是以他與肯尼思·丘嫩為名的。

## 相關書目
- , Comment. Math. Univ. Carolinae, 1967, 8: 291–305, MR 0215729
- Lectures in set theory, with particular emphasis on the method of forcing, Springer-Verlag Lecture Notes in Mathematics 217 (1971) (ISBN 978-3540055648)
- The axiom of choice, North-Holland 1973 (Dover paperback edition ISBN 978-0-486-46624-8)
- (with K. Hrbáček) Introduction to set theory, Marcel Dekker, 3rd edition 1999 (ISBN 978-0824779153)
- Multiple forcing, Cambridge University Press 1986 (ISBN 978-0521266598)[1]
- Set Theory: The Third Millennium Edition, revised and expanded （页面存档备份，存于）, 2006, Springer Science & Business Media, ISBN 3-540-44085-2. 1st ed. 1978;[2] 2nd (corrected) ed. 1997

## 外部連結
- 個人首頁 （页面存档备份，存于），賓州州立大學版 （页面存档备份，存于）
- 托马什·耶赫在數學譜系計畫的資料。